# روس نيكلسون
روس نيكلسون (بالإنجليزية: Ross Nicholson)‏ (8 أغسطس 1975 في نيوزيلندا - ) هو لاعب كرة قدم نيوزلندي في مركز حراسة المرمى. شارك مع منتخب نيوزيلندا لكرة القدم. أما مع النوادي، فقد لعب مع نادي أوكلاند سيتي ونادي سيدني يونايتد 58 وSembawang Rangers FC ‏ وسنترال يونايتد وManawatu United ‏ وGlenfield Rovers ‏ وOnehunga Sports ‏ وNew Zealand Knights FC ‏ وجيسبورن سيتي ‏.

## وصلات خارجية
- روس نيكلسون على موقع الاتحاد الدولي (مؤرشف)  (الإنجليزية)
- روس نيكلسون على موقع قاعدة بيانات كرة القدم.إي يو (الإنجليزية)
- روس نيكلسون على موقع ناشيونال فوتبول تيمز (الإنجليزية)